# Bahnhof Kirchen (Sieg)
Der Bahnhof Kirchen (Sieg) ist der Bahnhof der Kleinstadt Kirchen an der Sieg im Landkreis Altenkirchen (Westerwald) in Rheinland-Pfalz.

## Lage
Der Bahnhof ist an der Siegstrecke Haltstation des Rhein-Sieg-Express (RE 9) von Aachen nach Siegen sowie der Westerwald-Sieg-Bahn (RB 90) von Limburg über Siegen nach Kreuztal. Zudem hält in Kirchen die Rothaarbahn (RB 93) von Betzdorf via Siegen nach Bad Berleburg.
Der Bahnhof Kirchen war der Ausgangsbahnhof der stillgelegten Bahnstrecke Kirchen–Freudenberg.
Durch die Lage von Kirchen im Landkreis Altenkirchen in Rheinland-Pfalz gilt der Tarif des Verkehrsverbunds Rhein-Mosel (VRM). Es bestehen zudem Übergangstarife der beiden nordrhein-westfälischen Verkehrsverbünde VRS und VGWS für Fahrten mit Start- oder Zielbahnhof in deren Gebiet. Letztgenannter ist seit August 2017 durch den Westfalentarif abgelöst.

## Barrierefreiheit
Der Bahnhof hat Hochbahnsteige von 76 cm. Diese sind per Rampe und Aufzug barrierefrei erreichbar. Es existiert ein Blindenleitsystem.

## Geschichte
1938 war der Bahnhof in die Bahnhofsklasse II eingestuft.

## Linienplan
| Linie | Verlauf | Takt                                             |
| ----- | --- | ------------------------------------------------ |
| RE 9  | Rhein-Sieg-Express: Aachen Hbf – Aachen-Rothe Erde – Stolberg (Rheinl) Hbf – Eschweiler Hbf – Langerwehe – Düren – Horrem – Köln-Ehrenfeld – Köln Hbf – Köln Messe/Deutz – Porz (Rhein) – Troisdorf – Siegburg/Bonn – Hennef (Sieg) – Eitorf – Herchen – (Dattenfeld –)* Schladern (Sieg) – (Rosbach (Windeck) –)* Au (Sieg) – (Etzbach –)* Wissen (Sieg) – (Niederhövels – Scheuerfeld (Sieg) –)* Betzdorf (Sieg) – Kirchen – Brachbach (– Niederschelden – Eiserfeld (Sieg))* – Siegen Hbf * Halt einzelner Züge im Nacht- und Berufsverkehr Stand: Fahrplanwechsel Dezember 2023 | 60 min                                           |
| RB90  | Westerwald-Sieg-Bahn: (Kreuztal – Siegen-Geisweid – Siegen-Weidenau –)* Siegen Hbf – Eiserfeld (Sieg) – Niederschelden Nord – Niederschelden – Mudersbach – Brachbach – Freusburg Siedlung – Kirchen – Betzdorf (Sieg) – Scheuerfeld (Sieg) – Niederhövels – Wissen (Sieg) – Etzbach – Au (Sieg) – Geilhausen – Hohegrete – Breitscheidt (Kr Altenkirchen Ww) – Kloster Marienthal (wochentags zweistdl.) – Obererbach – Altenkirchen (Westerwald) – Ingelbach – Hattert – Hachenburg – Unnau-Korb – Nistertal-Bad Marienberg (– Büdingen (Westerw) – Enspel – Rotenhain) (zweistündlich) – Langenhahn – Westerburg – Willmenrod – Berzhahn – Wilsenroth – Frickhofen – Niederzeuzheim – Hadamar – Niederhadamar – Elz (Kr Limburg/Lahn) – Staffel – Diez Ost – Limburg (Lahn) * einzelne Züge an Werktagen Stand: Fahrplanwechsel Dezember 2024 | 60 min zus. Verstärkerzüge Betzdorf–Altenkirchen |
| RB93  | Rothaarbahn: Betzdorf (Sieg) – Kirchen – Freusburg Siedlung – Brachbach – Mudersbach – Niederschelden – Niederschelden Nord – Eiserfeld (Sieg) – Siegen Hbf – Siegen-Weidenau – Siegen-Geisweid – Kreuztal – Ferndorf (Siegen) – Kredenbach – Dahlbruch – Hillnhütten – Stift Keppel-Allenbach – Hilchenbach – Vormwald Dorf – Vormwald – Lützel – Erndtebrück – Birkelbach – Aue-Wingeshausen – Berghausen (b Wittgenstein) – Raumland-Markhausen – Bad Berleburg Werktags einzelne Fahrten von Au (Sieg) bzw. Altenkirchen, Samstags 2x von Marburg nach Betzdorf als RB 94 Stand: Fahrplanwechsel Dezember 2021 | 60 min (werktags) 120 min (sonn-/feiertags)      |

## Anschluss
Im Busverkehr, welcher hier vorrangig durch die Firmen Martin Becker GmbH und Westerwaldbus betrieben wird, verbinden die Linien 290, 294 und 295 die Kirchener Stadtteile, sowie die Nachbarkommunen Niederfischbach, Freudenberg, Betzdorf, Herdorf und Daaden regelmäßig mit dem Bahnhof Kirchen. Der Bahnhof besitzt einen Taxistand, eine Park-and-Ride-Anlage und eine Bike-and-Ride-Anlage. Der Fernwanderweg Natursteig Sieg liegt ebenfalls in naher Umgebung.